# Ký Phú
Ký Phú là một xã cũ thuộc huyện Đại Từ, tỉnh Thái Nguyên, Việt Nam.

## Địa lý
Xã Ký Phú nằm ở phía nam huyện Đại Từ, có vị trí địa lý:
- Phía đông giáp thành phố Phổ Yên và các xã Cát Nê, Vạn Thọ
- Phía tây giáp xã Văn Yên
- Phía nam giáp tỉnh Vĩnh Phúc và xã Cát Nê
- Phía bắc giáp xã Lục Ba.

Xã Ký Phú có diện tích 17,95 km², dân số năm 1999 là 7.049 người, mật độ dân số đạt 393 người/km².
Năm 2024, xã Vạn Phú được thành lập khi hợp nhất toàn bộ 8,48 km² và 4.102 người của xã Vạn Thọ và toàn bộ 18,19 km² và 8.916 người của xã Ký Phú.
Xã có tuyến tỉnh lộ 261 đi qua địa bàn nối với thị trấn Hùng Sơn và thành phố Phổ Yên.

## Hành chính
Xã Ký Phú được chia thành 10 xóm: Chuối, Soi, Dứa, Cả, Đặn 1, Đặn 2, Đặn 3, Gió, Cạn, Duyên.

## Kinh tế - xã hội
Ký Phú là một trong 19 xã ATK của tỉnh Thái Nguyên, trong thời gian chiến tranh, địa bàn xã là nơi trường Đại học Tổng hợp sơ tán.
Hiện nay, trên địa bàn xã Ký Phú có 4 trường học, bao gồm: trường Mầm non Ký Phú, trường Tiểu học Ký Phú, trường THCS Ký Phú và trường THPT Lưu Nhân Chú.
Đập Gò Miếu chắn suối Ký Phú được đưa vào sử dụng từ năm 2000, đã tạo nên hồ chứa nước lớn, đảm bảo tưới tiêu cho 868 ha lúa của 4 xã: Ký Phú, Văn Yên, Vạn Thọ, Lục Ba và điều tiết nước cho hồ Núi Cốc. Trên địa bàn xã có Mỏ Ký Phú có quặng phosphorit.